# Kelarabad
Kelarabad (em persa: كلارآباد, também romanizada como Kelārābād e Kalārābād) é uma cidade e capital do distrito de Kelarabad, no condado de Abbasabad, da província de Mazandaran, Irã.
No censo de 2006, sua população era de 5 457 habitantes, em 1 515 famílias.